# El ram de flors
El ram de flors, H. 260 (en txec Kytice), és una cantata per a soprano, mezzosoprano, tenor, baix, cor infantil, cor mixt i orquestra petita, composta per Bohuslav Martinů el 1937 sobre uns textos de Karel Jaromír Erben. Martinů la va dedicar al pintor Jan Zrzavý. Es va estrenar el 1938 a Praga sota la batuta d'Otakar Jeremiáš. La va dedicar al seu amic, el pintor Jan Zrzavý.
La dècada de 1930, tot i que en el moment de la composició de El ram de flors Martinů residia a París, va ser típica del creixent interès del compositor pel folklore txec i de Moràvia. Martinů va agafar textos de caràcter principalment de balada de les col·leccions de Karel Jaromír Erben i František Sušil. Els textos d'Erben són els mateixos que va utilitzar Dvořák a La núvia de l'espectre, la tardana tetralogia que inclou El follet de l'aigua.
Les condicions polítiques dels anys cinquanta van fer que Martinů no pogués assistir a les sessions d'enregistrament. El compositor mai va poder escoltar la peça interpretada en públic, però va tenir l'oportunitat d'escoltar una gravació emblemàtica de l'any 1955 feta per Karel Ančerl dirigint la Filharmònica Txeca, que va poder escoltar en disc a la casa d'un seu amic a Schönenberg.

## Moviments
- Part I:
  - 1. Obertura;
  - 2. La seva germana una venedora;
  - 3. Idil·li;
  - 4. La nena Cowherds;
  - 5. Entrada;
  - 6. El seu bonic amor
- Part II: 
  - 7. Una nadala
  - 8. L'home i la mort